# La Cave
Koordinaten: 66° 40′ S, 140° 1′ O
Als La Cave (französisch für Die Höhle) ist das bis zu 43 m hohe Areal im Zentrum der Pétrel-Insel im Géologie-Archipel vor der Küste des ostantarktischen Adélielands benannt.
Französische Wissenschaftler benannten es 1977 nach einer hier befindlichen Höhle, in der sie eine seismologische Aufzeichnungsanlage installiert hatten.